# Campeonato Mundial de Halterofilismo de 2018 - Até 109 kg masculino
A categoria até 109 kg masculino foi um evento do Campeonato Mundial de Halterofilismo de 2018, disputado na Arena de Halterofilismo de Asgabade, em Asgabade, no Turquemenistão, entre 8 e 9 de novembro de 2018. 

## Calendário
Horário local (UTC+5)
| Dia           | Horário | Fase    |
| ------------- | ------- | ------- |
| 8 de novembro | 10:00   | Grupo C |
| 9 de novembro | 14:25   | Grupo B |
| 9 de novembro | 17:25   | Grupo A |

## Medalhistas
| Evento    | Ouro                    | Ouro   | Prata                     | Prata  | Bronze                    | Bronze |
| --------- | ----------------------- | ------ | ------------------------- | ------ | ------------------------- | ------ |
| Arranque  | Yang Zhe (CHN)          | 196 kg | Simon Martirosyan (ARM)   | 195 kg | Rodion Bochkov (RUS)      | 190 kg |
| Arremesso | Simon Martirosyan (ARM) | 240 kg | Arkadiusz Michalski (POL) | 228 kg | Ruslan Nurudinov (UZB)    | 227 kg |
| Total     | Simon Martirosyan (ARM) | 435 kg | Yang Zhe (CHN)            | 419 kg | Arkadiusz Michalski (POL) | 403 kg |

## Recordes
Antes desta competição, o recorde mundial da prova era o seguinte:
| Recorde         | Tipo      | Atleta         | Peso   | Local | Data                  |
| Recorde Mundial | Arranque  | Padrão mundial | 196 kg |       | 1 de novembro de 2018 |
| Recorde Mundial | Arremesso | Padrão mundial | 237 kg |       | 1 de novembro de 2018 |
| Recorde Mundial | Total     | Padrão mundial | 424 kg |       | 1 de novembro de 2018 |

Os seguintes novos recordes foram estabelecidos durante esta competição.
| Arremesso | 240 kg | Simon Martirosyan (ARM) | Recorde mundial |
| Total     | 425 kg | Simon Martirosyan (ARM) | Recorde mundial |
| Total     | 435 kg | Simon Martirosyan (ARM) | Recorde mundial |

## Resultado
Os resultados foram os seguintes. 
| Pos.              | Atleta                      | Grupo | Arranque (kg) | Arranque (kg) | Arranque (kg) | Arranque (kg)     | Arremesso (kg) | Arremesso (kg) | Arremesso (kg) | Arremesso (kg)    | Total |
| Pos.              | Atleta                      | Grupo | 1             | 2             | 3             | Resultado         | 1              | 2              | 3              | Resultado         | Total |
| ----------------- | --------------------------- | ----- | ------------- | ------------- | ------------- | ----------------- | -------------- | -------------- | -------------- | ----------------- | ----- |
| Medalha de ouro   | Simon Martirosyan (ARM)     | A     | 190           | 195           | 197           | Medalha de prata  | 230            | 240            | —              | Medalha de ouro   | 435   |
| Medalha de prata  | Yang Zhe (CHN)              | A     | 186           | 191           | 196           | Medalha de ouro   | 215            | 220            | 223            | 4                 | 419   |
| Medalha de bronze | Arkadiusz Michalski (POL)   | A     | 175           | 179           | 179           | 15                | 221            | 228            | —              | Medalha de prata  | 403   |
| 4                 | Salwan Jassim (IRQ)         | A     | 180           | 180           | 183           | 9                 | 222            | 226            | 226            | 6                 | 402   |
| 5                 | Rodion Bochkov (RUS)        | A     | 179           | 184           | 190           | Medalha de bronze | 210            | 216            | 218            | 15                | 400   |
| 6                 | Mohammad Reza Barari (IRI)  | A     | 175           | 181           | 186           | 6                 | 215            | 215            | 226            | 11                | 396   |
| 7                 | Seo Hui-yeop (KOR)          | B     | 170           | 175           | 180           | 13                | 210            | 220            | 227            | 7                 | 395   |
| 8                 | Vasil Gospodinov (BUL)      | A     | 176           | 182           | 182           | 11                | 217            | 217            | 221            | 9                 | 393   |
| 9                 | Andrei Aramnau (BLR)        | A     | 175           | 181           | 182           | 5                 | 210            | 215            | 215            | 16                | 392   |
| 10                | Artūrs Plēsnieks (LAT)      | B     | 169           | 173           | 174           | 16                | 210            | 217            | 222            | 8                 | 391   |
| 11                | Jeong Ki-sam (KOR)          | B     | 170           | 180           | 180           | 8                 | 200            | 210            | 210            | 13                | 390   |
| 12                | Wes Kitts (USA)             | B     | 168           | 174           | 174           | 18                | 208            | 215            | 222            | 5                 | 390   |
| 13                | Sargis Martirosjan (AUT)    | A     | 178           | 179           | 179           | 10                | 205            | 205            | 210            | 17                | 389   |
| 14                | Ibragim Bersanov (KAZ)      | B     | 175           | 180           | 185           | 7                 | 200            | 205            | 208            | 18                | 388   |
| 15                | Georgi Shikov (BUL)         | A     | 175           | 180           | 180           | 14                | 210            | 219            | 221            | 14                | 385   |
| 16                | Jorge Arroyo (ECU)          | B     | 178           | 178           | 183           | 4                 | 196            | 201            | 203            | 22                | 384   |
| 17                | Marcos Ruiz (ESP)           | B     | 170           | 175           | 180           | 12                | 195            | 202            | 207            | 19                | 382   |
| 18                | Hiroaki Shiraishi (JPN)     | B     | 160           | 165           | 165           | 20                | 205            | 205            | 205            | 21                | 370   |
| 19                | Ryunosuke Mochida (JPN)     | B     | 160           | 160           | 165           | 23                | 205            | 210            | 215            | 12                | 370   |
| 20                | Nenad Kužić (SRB)           | C     | 160           | 165           | 170           | 19                | 200            | 210            | 212            | 23                | 365   |
| 21                | Richmond Osarfo (GHA)       | C     | 155           | 160           | 160           | 22                | 195            | 200            | 205            | 20                | 365   |
| 22                | Josué Medina (MEX)          | C     | 160           | 160           | 163           | 21                | 191            | 191            | 191            | 25                | 354   |
| 23                | Radoslav Tatarčík (SVK)     | B     | 165           | 169           | 171           | 17                | 180            | 180            | 184            | 30                | 351   |
| 24                | Jiří Gasior (CZE)           | C     | 150           | 154           | 157           | 27                | 190            | 194            | 201            | 24                | 348   |
| 25                | Matthäus Hofmann (GER)      | C     | 157           | 162           | 162           | 25                | 183            | 188            | 190            | 26                | 347   |
| 26                | Sergej Lichovoj (LTU)       | C     | 153           | 158           | 162           | 24                | 184            | 189            | 189            | 28                | 342   |
| 27                | Sio Pomelile (TGA)          | C     | 140           | 145           | 145           | 31                | 180            | 186            | 200            | 27                | 326   |
| 28                | Mikkel Andersen (DEN)       | C     | 147           | 147           | 151           | 28                | 177            | 177            | 177            | 31                | 324   |
| 29                | Jackson Roberts-Young (AUS) | C     | 135           | 135           | 138           | 32                | 183            | 184            | 189            | 29                | 322   |
| 30                | Ondrej Kružel (SVK)         | C     | 145           | 149           | —             | 29                | 175            | 180            | 180            | 32                | 320   |
| 31                | Jani Heikkinen (FIN)        | C     | 137           | 141           | 141           | 30                | 172            | 177            | 177            | 33                | 313   |
| —                 | Sanele Mao (SAM)            | C     | 150           | 155           | 160           | 26                | 196            | 196            | 196            | —                 | —     |
| —                 | Ruslan Nurudinov (UZB)      | A     | 187           | 189           | 189           | —                 | 222            | 227            | 238            | Medalha de bronze | —     |
| —                 | Jesús González (VEN)        | A     | 174           | 175           | 175           | —                 | 212            | 216            | 220            | 10                | —     |